# ABS-CBNタクロバン
ABS-CBNタクロバン（英語: ABS-CBN Tacloban）は、ABS-CBNのタクロバン支局である。呼出はDYAB-TV。スタジオはユイティンコ（Uytingco）ビルの5階のアヴェニダ・ベテラノス（Avenida Veteranos）にある。送信所はタクロバン市内のナガナガ（Naga-Naga）山にある。商標名はABS-CBN TV 2 タクロバン。放送出力は10 kWである。 

## 番組
- MAG TV Na, Waraynon!（英語版）
- テレビパトロール・タクロバン（英語版）
- Ano Ngani?
- Agri Tayo Dito（英語版）